# Nikolai-Apotheke

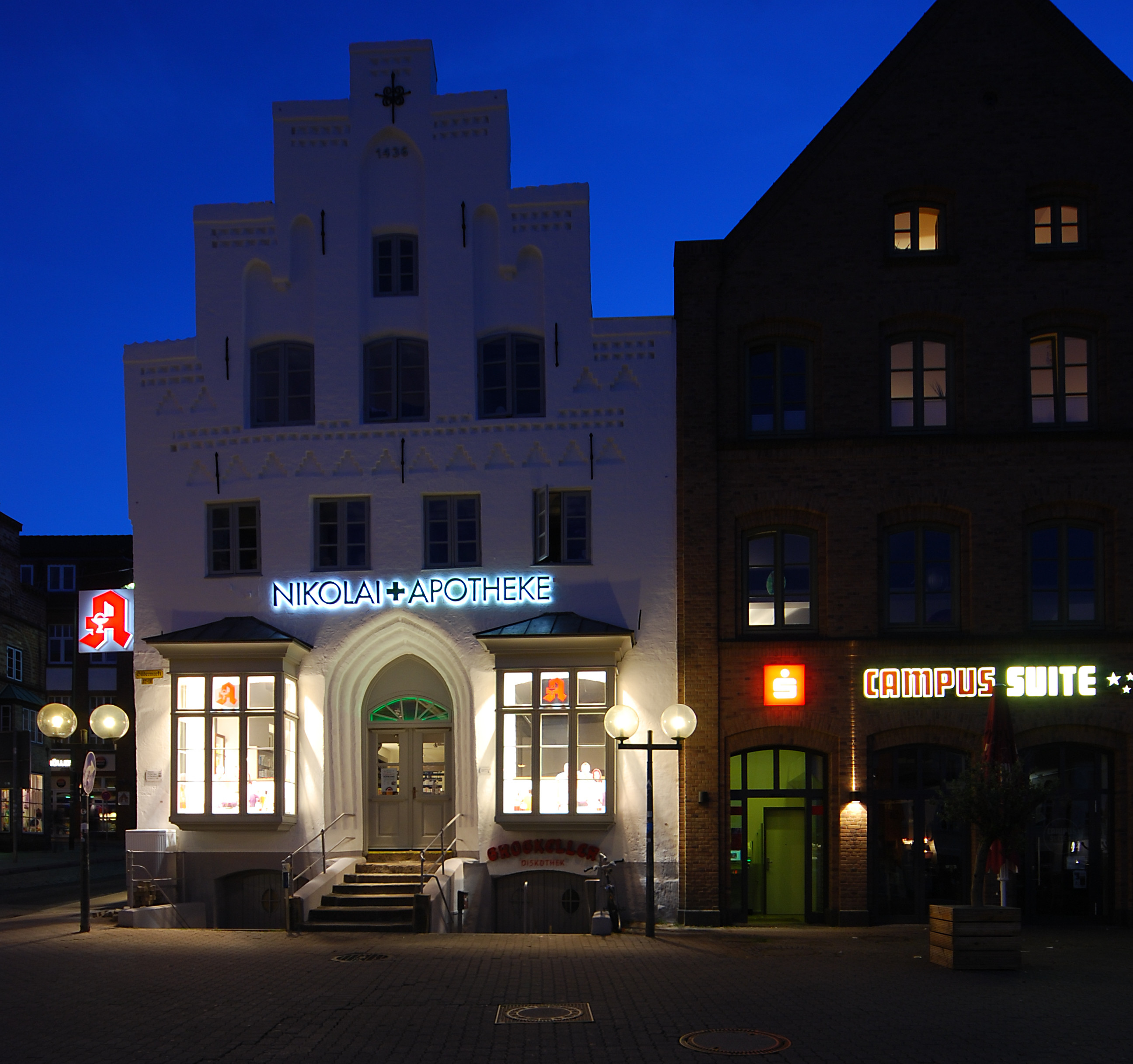
Die Nikolai-Apotheke heute.

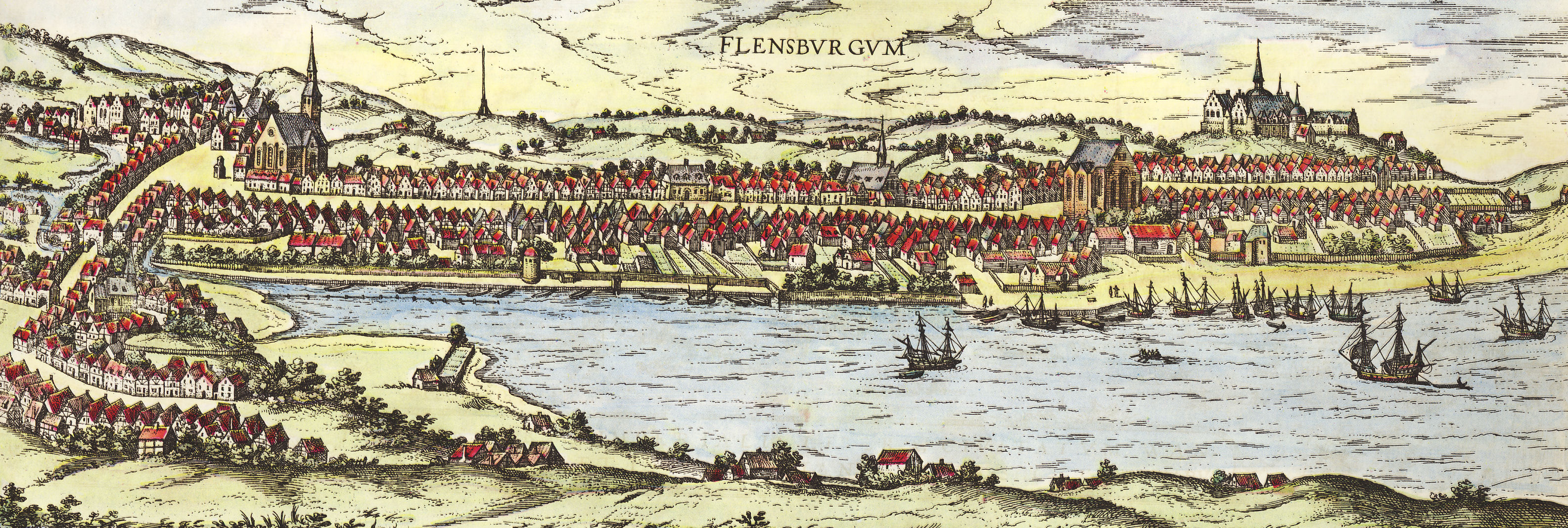
Stadtansicht Flensburgs von Braun und Hogenberg, die ungefähr zwischen 1572 und 1618 entstand, und auf der verschiedene Häuser mit Stufengiebel erkennbar sind.

Die Nikolai-Apotheke in der Flensburger Innenstadt im Stadtbezirk St. Nikolai liegt an Flensburgs wichtigstem Marktplatz, dem Südermarkt. Das Gebäude mit der Adresse Südermarkt 12 gilt als ältester Profanbau der Stadt. Es ist eines der Kulturdenkmale des Stadtteils.

## Geschichte
Das Gebäude steht im Südwesten des Platzes. Am Giebel ist heute das Jahr 1436 vermerkt, das auf einen in diesem Jahr erwähnten Vorgängerbau verweist. Am 3. Mai 1485 wurde der südliche Teil der Stadt durch eine Feuersbrunst zerstört. Auch der Südermarkt war betroffen. Vermutlich wurde der erwähnte Vorgängerbau damals ebenfalls zerstört. Um 1490 wurde das heutige Lübecker Dielenhaus vom Ochsenhändler Jens Lorup errichtet. Das Kaufmannshaus wurde kurze Zeit später noch nach Westen erweitert. Früher war der erhaltene Stufengiebel des Gebäudes etwas weniger Besonderes, es besaßen noch viele andere Häuser in Flensburg einen solchen Giebel, beispielsweise das heute nicht mehr existierende Eckhaus von Katsund am Südermarkt, das heute exemplarisch häufig zitiert wird. Im Bereich der alten Kaminstube des Kaufmannshauses blieben die Reste einer spätgotischen Ausmalung erhalten, deren zentrale Motive eine Mondsichelmadonna und ein Kreuz sind.
Auf der rechten und linken Seite der zentralen Treppe, über die das Gebäude betreten werden kann, befinden sich zwei Niedergänge, die jeweils in einen Keller führen. Seit dem Jahr 1877 werden diese beiden Keller als Gaststätten genutzt. Die Dielenfenster, die sich auf der Marktseite befinden, wurde im selben Jahrhundert zu Schaufenstern umgestaltet.
Nach dem Zweiten Weltkrieg befand sich im vorderen Bereich des Hauses zum Südermarkt hin das Herrenbekleidungsgeschäft Heesch. Am 13. September 1960 versagten bei einem Kühllaster, der die Schleswiger Straße hinunterfuhr, die Bremsen. Der LKW-Fahrer durchfuhr die Rote Straße und prallte schließlich in den hinteren Bereich des Hauses Südermarkt 12, wo sich damals eine Arztpraxis befand. Bei dem Unglück wurden 18 Menschen verletzt, 3 Menschen, darunter der LKW-Fahrer, starben. Die Traufseite, in die der LKW-Fahrer hineinfuhr, wurde seitdem mehrfach auf Höhe des Erdgeschosses umgestaltet. In den 1990er Jahren schloss das Geschäft Heesch. Das exakte Jahr des Auszuges war vermutlich 1998. Im besagten Jahr wurde die Traufseite ein weiteres Mal umgestaltet. Die Delphin-Apotheke zog anschließend ein. Später befand sich im Gebäude die DocMorris-Apotheke. Heute ist die Apotheke in Anlehnung an die Kirchengemeinde beziehungsweise den Stadtbezirk als Nikolai-Apotheke benannt. Die heutige Apotheke gehört zur Friedheim-Apotheke am Twedter Plack. Im unteren rechten Keller befindet sich heute der Grogkeller.

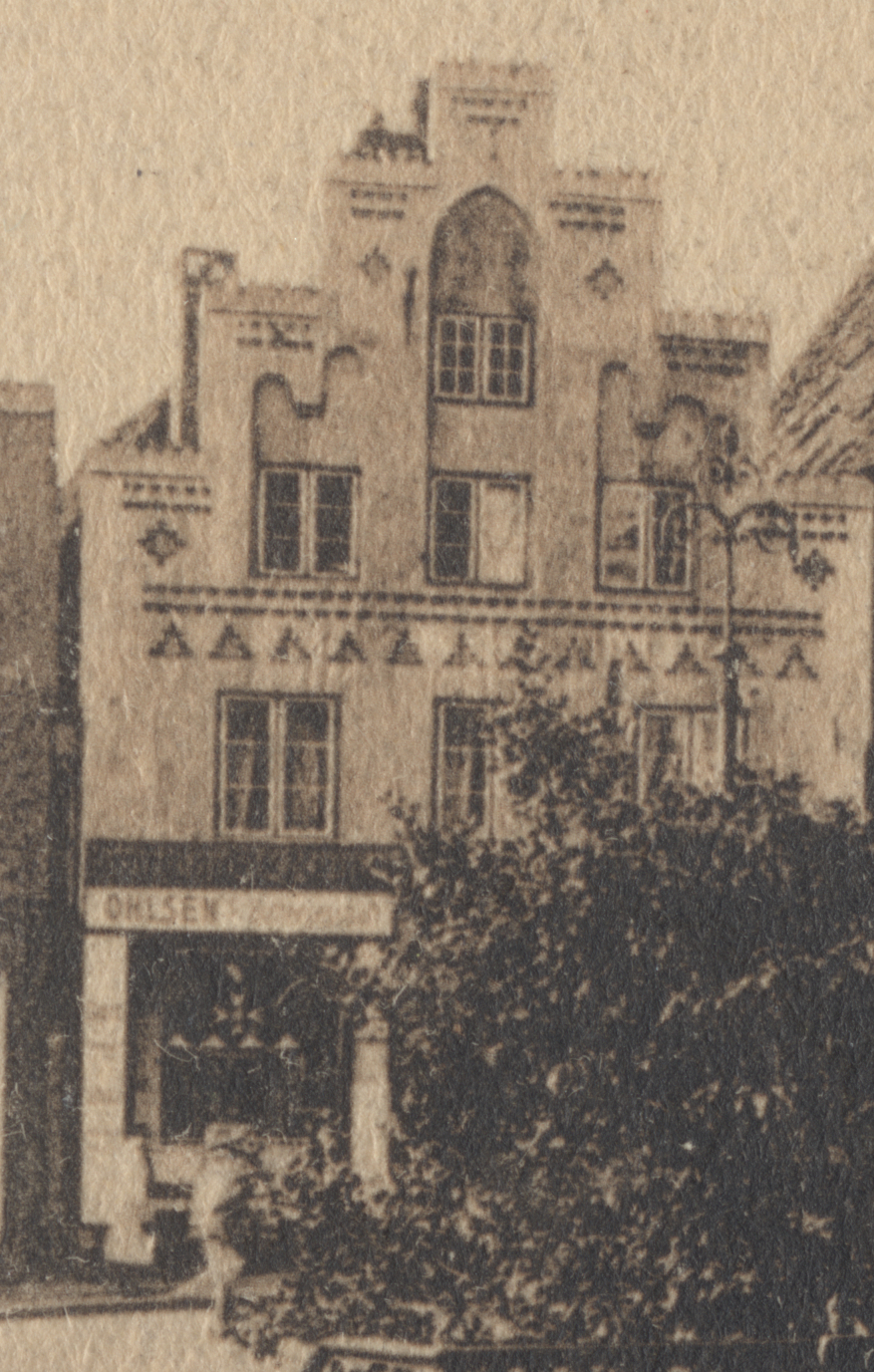
Ein weiteres Gebäude von der Südseite des Südermarktes mit Stufengiebel um 1900, das heute nicht mehr existiert
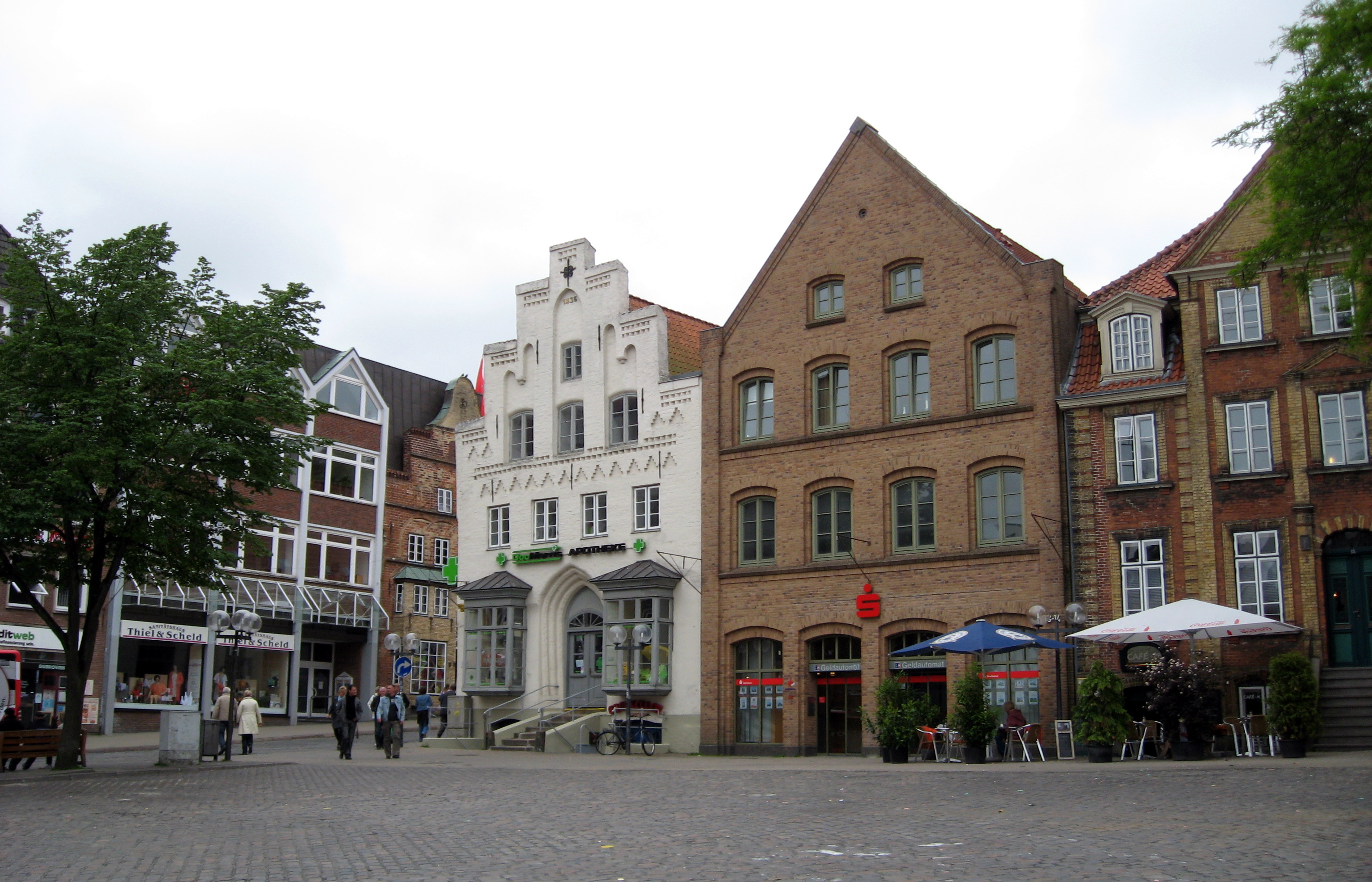
Die umliegende Bebauung des ältesten Profanbaus (2010)
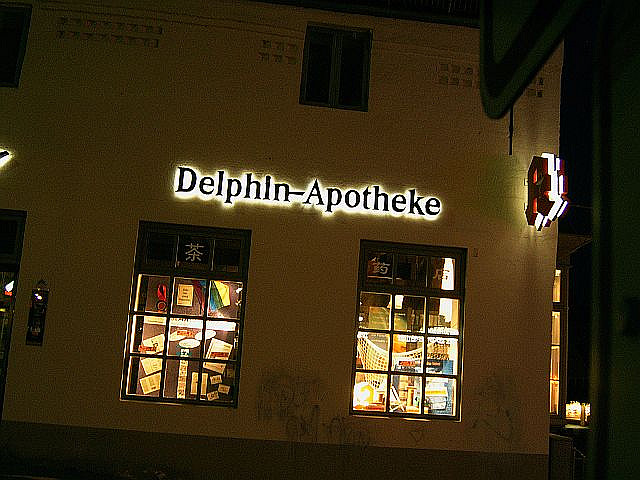
Der alte Schriftzug Delphin-Apotheke (2004)
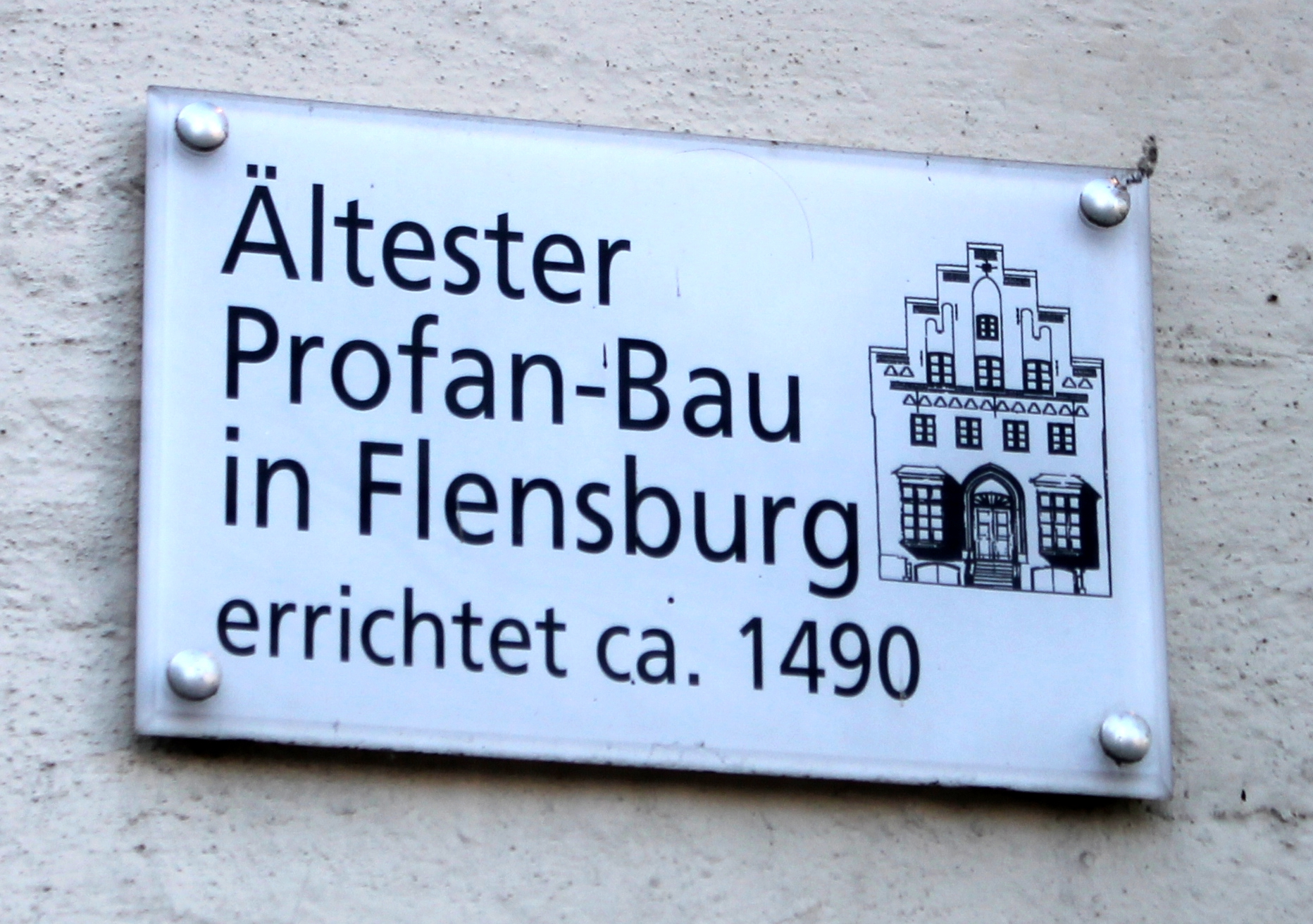
Tafel am Gebäude mit dem Hinweis auf das Alter. Die Treppe des Gebäudes hat noch eine separate Tafel, die darauf hinweist, dass sie unter Denkmalschutz steht.